# Linia A metra w Rzymie
Linia A metra w Rzymie – linia metra rzymskiego przecinająca miasto z północnego zachodu w Battistini do południowego wschodu w Anagnina. Linia krzyżuje się z linią B, na dworcu Termini. Ma długość 18,425 km i liczy 27 stacji.
Codzienne kursuje na niej 486 pociągów. Częstotliwość pociągów w godzinach szczytu wynosi dwie i pół minuty. Szacuje się, że z linii korzysta codziennie ponad 450 000 osób.